# Wielerkalender 2014
Hierna volgt een overzicht van de door UCI ingerichte professionele wielerwedstrijden op de weg.
| Competitie                             | Startdatum | Einddatum  | Eindstanden                  | Eindstanden                 | Eindstanden      |
| Competitie                             | Startdatum | Einddatum  | Renners                      | Ploegen                     | Landen           |
| -------------------------------------- | ---------- | ---------- | ---------------------------- | --------------------------- | ---------------- |
| UCI World Tour 2014                    | 21-01-2014 | 14-10-2014 | Alejandro Valverde           | Movistar Team               | Spanje           |
| UCI Africa Tour 2014                   | 16-10-2013 | 14-09-2014 | Mekseb Debesay               | MTN-Qhubeka                 | Marokko          |
| UCI America Tour 2014                  | 06-10-2013 | 26-12-2014 | Juan Carlos Rojas            | Team SmartStop              | Verenigde Staten |
| UCI Asia Tour 2014                     | 06-10-2013 | 20-12-2014 | Mirsamad Poorseyedigolakhour | Tabriz Petrochemical Team   | Iran             |
| UCI Europe Tour 2014                   | 02-02-2014 | 19-10-2014 | Tom Van Asbroeck             | Topsport Vlaanderen-Baloise | Italië           |
| UCI Oceania Tour 2014                  | 29-01-2014 | 22-02-2014 | Robert Power                 | Avanti Racing Team          | Australië        |
| Wereldkampioenschappen wielrennen 2014 | 21-09-2014 | 28-09-2014 | Michał Kwiatkowski           |                             |                  |